# Pianoforte vendesi
Pianoforte vendesi è un romanzo breve dello scrittore bellanese Andrea Vitali, pubblicato da Garzanti nel 2009.

## Trama
Ambientato la notte della festa dei Re Magi a Bellano, narra le avventure di un ladro giunto in paese con l'obiettivo di borseggiare qualche sprovveduto.
Il destino ha altri programmi per il protagonista, che, incuriosito da un portone su cui è appeso un cartello "pianoforte vendesi", si troverà a fare conoscenza di una strana e anziana signora intenzionata a vendergli il suo pianoforte e a raccontargli della sua vita e dei suoi più cari ricordi.